# Skilsnäs naturreservat (Kronobergs län)
Skilsnäs är ett naturreservat i Dörarps socken i Ljungby kommun och Tånnö socken i Värnamo kommun i Kronobergs och Jönköpings län.
Reservatet är 202 hektar stort och skyddat sedan 2001. Det domineras av ädellövsskog och barrskog på en halvö ut i sjön Flåren. delen i Ljungby kommun är mest vatten.
Kring halvön finns flera små öar och skär. Där häckar fiskgjuse, storlom, havstrut och fisktärna. I södra delen av reservatet ligger Furuöarna.